# Марк Семпроний Тудицан (консул 185 пр.н.е.)
Вижте пояснителната страница за други личности с името Марк Семпроний Тудицан.
Марк Семпроний Тудицан (на латински: Marcus Sempronius Tuditanus; † 174 пр.н.е.) e политик на Римската република през 2 век пр.н.е.
През 193 пр.н.е. Тудицан е народен трибун, 189 пр.н.е. като претор получава провинция Сицилия.
През 185 пр.н.е. Тудицан е избран за консул заедно с Апий Клавдий Пулхер. Тяхната провинция е Лигурия, където Тудицан покорява апуаните, а съ-консулът му побеждава ингавните. През 183 пр.н.е. е избран за понтифекс.
Умира през 174 пр.н.е. от върлуваща епидемия.